# 서석인
서석인(徐錫寅, 1928년 1월 29일 ~ 2020년 1월 13일)은 대한민국의 정치인이다. 제10대 해운대구청장을 역임했다.

## 가족
아들인 서병수, 서범수 모두 정치인으로 활동하고 있다.

## 역대 선거 결과
|  | 51.9% |

|  | 100.00% |